# Terry O’Malley
Terrence M. „Terry“ O’Malley (* 21. Oktober 1940 in Toronto, Ontario) ist ein ehemaliger kanadischer Eishockeyspieler und -trainer.
O’Malley begann seine Karriere 1957 als Junior bei den Toronto St. Michael’s Majors. Nachdem 1963 die kanadische Eishockeynationalmannschaft gegründet worden war, trat O’Malley ihr bei und nahm an den Olympischen Winterspielen 1964 in Innsbruck teil. Nach einer Niederlage gegen die sowjetische Mannschaft wurde das Team Vierter. Der Wettbewerb galt gleichzeitig als Eishockey-Weltmeisterschaft. Da dabei die Regeln der IIHF gelten, nach denen nur die Tore der Mannschaften mit gleichen Punkten zählten, wurde Kanada Bronzemedaillengewinner. In der folgenden Saison spielte O’Malley sowohl für das nationale Team als auch für die Winnipeg Maroons. Anschließend konzentrierte er sich ganz auf die Nationalmannschaft und konnte mit ihr bei den Weltmeisterschaften 1966 und 1967 erneut Bronze gewinnen. Ebenso erlangte er mit der Nationalmannschaft den dritten Platz bei den Olympischen Winterspielen 1968 in Grenoble.
1971 zog O’Malley nach Japan, wo er eine Saison für Seibu Tetsudo Tokio spielte und anschließend bis 1978 für den Kokudo Keikaku Ice Hockey Club. 1979 zog er zurück nach Kanada und nahm an den Olympischen Winterspielen 1980 in Lake Placid teil. Dort erreichte die Eishockeymannschaft den sechsten Platz. Nach den Winterspielen trat er vom aktiven Sport zurück und arbeitete bis 1992 als Trainer an der Sicamous Hockey School in British Columbia. Außerdem fungierte er als Präsident des Notre Dame College in Wilcox (Saskatchewan).
O’Malley wurde 1998 in die IIHF Hall of Fame aufgenommen.